# Georg Theodor Valentiner
Georg Theodor Valentiner (* 31. Mai 1820 in Pronstorf; † 12. November 1877 in Bad Pyrmont) war ein deutscher Badearzt.

## Leben
Friedrich Peter Valentiner stammte aus einer alten schleswig-holsteinischen Akademikerfamilie. Er war ein Sohn des Pastors und Konsistorialrats Valentin Adrian Valentiner (1758–1835) und seiner zweiten Frau Christine Sophie Bauert. Der Pastor Friedrich Peter Valentiner war sein älterer Bruder; Friedrich Wilhelm Valentiner und Christian August Valentiner waren seine Cousins, und der Badearzt Wilhelm Valentiner war sein Neffe.
Er studierte Humanmedizin an der Universität Kiel, wurde hier 1843 mit einer Dissertation über Typhus zum Dr. med. promoviert und habilitierte sich 1845. Bis 1855 lehrte er als Privatdozent Physiologie.
Im Zuge der Schleswig-Holsteinischen Erhebung diente er 1849/50 als Oberarzt der Schleswig-Holsteinische Marine.
Bald nach Wiederherstellung der dänischen Herrschaft in den Herzogtümern und der damit verbundenen Entlassung seines Bruders und seiner Cousins gab auch er seine Dozentur auf und ging nach Bad Pyrmont, wo er als Badearzt sehr erfolgreich wirkte. Zu seinen Patienten zählte auch Johann Heinrich Wichern.

## Auszeichnungen
- Titel Geheimer Hofrat 1875

## Schriften
- Quaestiones duae de typho. Kiel: Mohr 1843 (Digitalisat, Bayerische Staatsbibliothek)
- Die Bleichsucht und ihre Heilung. Kiel: Schröder 1851 (Digitalisat, Bayerische Staatsbibliothek)
- Die Hysterie und ihre Heilung. Erlangen: Enke 1852 (Digitalisat, Bayerische Staatsbibliothek)
- Ein Beitrag zur Lehre von der sogen. Paralysie musculaire progressive. Kiel 1858
- Bad Pyrmont : Studien und Beobachtungen über die Wirkung seiner Brunnen und Bäder. Kiel: Schröder 1858 (Digitalisat, Bayerische Staatsbibliothek)
- Pyrmont für Kurgäste und Fremde. Kiel: Schröder 1859 (Digitalisat, Bayerische Staatsbibliothek)
- (als Herausgeber): Handbuch der allgemeinen und speciellen Balneotherapie. Berlin 1873 (Digitalisat, Bayerische Staatsbibliothek)